# I Don't Believe You (She Acts Like We Never Have Met)
«I Don't Believe You (She Acts Like We Never Have Met)» es una canción del músico estadounidense Bob Dylan, publicada en su cuarto álbum de estudio, Another Side of Bob Dylan (1964).
El biógrafo de Dylan Robert Shelton describe que trata sobre "la intoxicación de una noche de amor seguida de un zumbante dolor de cabeza por el abandono emocional de la pareja." Dylan, al presentar la canción en su actuación de 1964 el día de Halloween (publicada en The Bootleg Series Vol. 6: Bob Dylan Live 1964, Concert at Philharmonic Hall) dijo: "Esto trata sobre toda la gente que dice que no te conocen ni te han visto nunca..."
Varias versiones en directo han sido publicadas, en:The Bootleg Series Vol. 4: Bob Dylan Live 1966, The "Royal Albert Hall" Concert, Live 1961-2000: Thirty-Nine Years of Great Concert Performances, The Last Waltz y Biograph.